# كريس أير
كريس أير (بالإنجليزية: Chris Ayer)‏ هو مغن مؤلف وعازف قيثارة أمريكي، ولد في 7 يناير 1984 في ماكلين (فرجينيا) في الولايات المتحدة.

## وصلات خارجية
- الموقع الرسمي